# Nina Bouraoui
Pour les articles homonymes, voir Bouraoui.
Ne doit pas être confondu avec Nina Morato, Nanni Moretti ou Nina Ricci.
Œuvres principales
- La Voyeuse interdite (1991)
- Garçon manqué  (2000)
- La Vie heureuse (2002)
- Mes mauvaises pensées (2005)
- Nos baisers sont des adieux  (2010)
- Standard  (2014)
- Beaux rivages  (2016)
- Tous les hommes désirent naturellement savoir  (2018)
- Grand Seigneur (2023)

Nina Bouraoui, née le 31 juillet 1967 à Rennes, est une écrivaine française.
Le déracinement, la nostalgie de l'enfance, le désir, l'écriture et l'identité amoureuse sont les thèmes majeurs de son travail. Elle est commandeure de l'ordre des Arts et des Lettres et ses romans sont traduits dans une quinzaine de langues.

## Biographie

### Enfance et adolescence
Nina Bouraoui, née Yasmina Bouraoui, est la fille de Rachid Bouraoui, haut fonctionnaire international algérien, originaire de Jijel en Petite Kabylie, et de Maryvonne Henry, iconographe française, originaire de Bretagne.
Ses parents se rencontrent à Rennes, en 1960, en pleine guerre d'Algérie alors qu'ils sont étudiants. Son père souhaitait partir pour le maquis, où son frère avait été tué, pour lutter pour l'indépendance, mais, brillant élève, il avait été envoyé en France à Vannes, pour poursuivre ses études. Il y passe son bac qu'il obtient avec mention et, recommandé par le proviseur de son lycée, entre comme boursier à la faculté d'économie de Rennes où il obtient un doctorat d'économie. Parallèlement, il milite pour l'indépendance de l'Algérie. La mère de Nina Bouraoui, fille de parents chirurgiens-dentistes, est étudiante en droit. Ils se marient à Rennes en 1962, malgré l'opposition des parents maternels.
Nina Bouraoui passe, avec sa sœur ainée, les quatorze premières années de sa vie à Alger. Issue d'une double culture fortement marquée par la guerre d'Algérie, elle est une enfant réservée, un peu sauvage, sportive (tennis). C'est lors d'un été en Bretagne, dans sa famille maternelle, qu'elle apprendra la décision de ses parents de ne pas retourner en Algérie, ses parents craignant le début de violence dans le pays ; ici naît le déracinement, véritable fêlure accentuée par l'absence d'aurevoirs. Elle vivra son adolescence successivement à Paris, Zurich et Abou Dabi, puis revient à Paris après son baccalauréat pour étudier la philosophie et le droit. Attirée dès l'enfance par le dessin et l'écriture, c'est l'écriture qui lui permettra de « trouver sa place dans le monde ». Elle dit « écrire avec son corps », pour elle, l'écriture est un temps où « la sensualité n'est pas séparée de l'esprit »
Certains de ses romans relatent des désirs ou amours homosexuels ; Nina Bouraoui elle-même est ouvertement lesbienne. Elle précise cependant qu'elle ne se sent « ni porte-drapeau ni vraiment pro-mariage ». Dénonçant le catalogage souvent associé à l'homosexualité féminine, « entaché des fantasmes pornographiques des hommes », à ses yeux « l'homosexualité, ce n'est pas une identité. Je pense que le désir et la sexualité ne sont pas dissociables de l'amour ». Elle se déclare gênée lorsqu'on lui demande d'aborder son intimité, chose dont elle ne parle jamais sinon à travers le « voile déformant de l'écriture ».
Engagement
- Si vous ne connaissez pas le sujet, laissez ce bandeau (vous pouvez alors contacter les auteurs).
- Si vous supprimez le contenu mis en cause (vous pouvez préalablement contacter les auteurs),

argumentez précisément cette suppression dans la page de discussion
(un manque de référence n'est pas un argument ; une recherche réelle de référence doit avoir été effectuée, être formellement documentée).
Nina Bouraoui est engagée dans la lutte des droits LGBT, tenant pendant trois ans une chronique dans le magazine Têtu Je vous écris et participe à un ouvrage collectif Les Lucioles au profit de l'association Le Refuge. Ses livres forment selon elle un « édifice amoureux » destiné à éclairer les solitudes des plus fragiles, les adolescents gays en particulier. Elle obtient le prix Renaudot pour Mes Mauvaises Pensées en 2005, hommage et déclaration d'amour à l'écrivain Hervé Guibert qu'elle nomme l'amant de papier, livre écrit d'un seul bloc qu'elle compare à une spirale, restituant la parole psychanalytique et dont le fil conducteur est tenu par "l'Amie" personnage récurrent de ses romans. Elle publie Avant Les hommes en 2007, récit de Jeremy, jeune garçon qui découvre son homosexualité et en prise avec ses contradictions et une société qui ne le reconnaît pas.
Avec Tous les hommes désirent naturellement savoir, publié en 2018, elle poursuit sa quête de vérité en narrant l'histoire de son identité amoureuse et renoue comme dans Poupée Bella, publié en 2004, avec les territoires des nuits gays et parisiennes des années 1980, Le Katmandou et le Boy notamment.

## Œuvres

### Littérature
C'est grâce à l'envoi de son manuscrit par la poste, sans recommandation, qu'est publié son premier roman La Voyeuse interdite (Gallimard) en 1991, qui connaîtra un succès international et recevra le prix du Livre Inter.
L'écriture de Nina Bouraoui ne cesse d'évoluer au fil de ses romans. Les premiers, publiés dans les années 1990 (La Voyeuse interdite, Poing mort, Le Bal des murènes et L'âge blessé) sont faits d'une écriture poétique, très travaillée, qui contraste avec la violence des thèmes abordés (la condition de la femme, la mort, la guerre, la mémoire transgénérationnelle et collective…).

#### Cycle d'autofiction
Puis Le jour du séisme, Garçon manqué, La Vie heureuse et Poupée Bella s'inscrivent dans un cycle que certains rapprocheront de l'autofiction (Nina Bouraoui elle-même dit ne pas se reconnaître dans ce qualificatif), la structure des phrases se modifie (virgule, juxtaposition d'images et de mots, phrases courtes) et les thèmes abordés s'ouvrent plus concrètement sur le désir et la quête amoureuse, les problématiques du métissage ou de l'identité, y compris sexuelle, les premiers sentiments et sensations de l'enfance et de l'adolescence, l'impuissance face à la violence du monde extérieur.
Le spécialiste de la littérature Belgacem Belarbi voit en l'écriture autofictionnelle de Bouraoui une forme de déconstruction du passé afin de rentrer dans un processus de coming in et de rechercher la source de son lesbianisme dans le récit de son enfance.

#### À partir de 2008
Avec Appelez-moi par mon prénom, publié en 2008, elle raconte la passion naissante entre une écrivaine parisienne et l'un de ses admirateurs suisse, un jeune homme de près de 16 ans son cadet qui, lors d'une dédicace dans sa ville de résidence à Lausanne, lui apporte un DVD inspiré de son dernier roman et l'adresse de son site internet ; malgré les obstacles à leur relation (écart d'âge, rompre ou pas la barrière entre l'artiste et son admirateur, distances géographique et culturelle entre ces deux villes de pays différents : Paris et Lausanne), il naît un désir progressif et envahissant de cette femme pour ce jeune homme ; désir attisé par le renvoi à sa propre jeunesse lors de ses études passées justement en Suisse, par l'imaginaire, le fantasme de l'autre via son identité numérique (site internet), l'attente, les non-dits, et qui a pour support l'instantanéité des nouveaux modes de communication (sms, mails). La séduction par l'écriture, l'ajustement mystérieux des mots donnés ou non à l'autre, deviennent le support premier à la construction d'une possible relation amoureuse. Un écho en forme d'hommage à la relation qu'ont entretenu Marguerite Duras et Yann Andréa, que Nina Bouraoui avait d'ailleurs rencontrés à l'âge de 25 ans : « J'ai eu la chance de rencontrer Marguerite Duras et Yann Andréa il y a très longtemps dans le cadre d'une émission suisse, j'étais le fil conducteur, c'était le parcours d'un jeune auteur illustré par des auteurs plus que confirmés [...] ».
Avec Sauvage, elle effectue un retour au socle central de son travail : la terre poétique et algérienne, décor de l'histoire entre Alya et Sami son premier amour, qui disparaît, absorbé par la campagne à la veille des années 1980. Elle y développe une approche métaphysique de l'amour, « fusion entre la matière et le spirituel, entre Dieu et la nature ».
Avec Beaux rivages, roman d'une séparation amoureuse, elle écrit pour "tous les quittés du monde" en 2016 et publie en 2020 Otages, roman féministe tiré de sa pièce Otages qui sera jouée au théâtre de Valence puis adaptée en 2024 en opéra sous la direction de Richard Brunel et de Sebastian Rivas.
Nina Bouraoui publie en 2024 Grand Seigneur, livre-hommage à la suite de la mort de son père ainsi qu'un recueil de l'ensemble de ses textes écrits entre 1999 et 2024 sous le titre Le désir d'un roman sans fin.

#### Liste Romans
1. La Voyeuse interdite, Gallimard, 1991  — Prix Emmanuel Roblès 1991 — Prix du Livre Inter 1991
2. Poing mort, Gallimard, 1992
3. Le Bal des murènes, Fayard, 1996
4. L'Âge blessé, Fayard, 1998
5. Le Jour du séisme, Stock, 1999
6. Garçon manqué, Stock, 2000[16].
7. La Vie heureuse, Stock, 2002
8. Poupée Bella, Stock, 2004
9. Mes mauvaises pensées, Stock, 2005 — Prix Renaudot 2005
10. Avant les hommes, Stock, 2007
11. Appelez-moi par mon prénom, Stock, 2008
12. Nos baisers sont des adieux, Stock, 2010
13. Sauvage, Stock, 2011
14. Standard, Flammarion, 2014
15. Beaux Rivages, JC Lattès, 2016
16. Tous les hommes désirent naturellement savoir, JC Lattès, 2018
17. Otages, JC Lattès, 2020 — Prix Anaïs Nin 2020
18. Satisfaction, JC Lattès, 2021 (ISBN 978-2-7096-6702-9)
19. Grand Seigneur, JC Lattès, 2024 (ISBN 978-2-7096-7005-0), 222 p.
20. Le Désir d'un roman sans fin : Écrits (1999-2022), JC Lattès, 2024 (ISBN 978-2-7096-7193-4)

#### Textes
- Dix ans sous la Bleue, collectif, 2004 Stock — ouvrage paru à l'occasion de l'anniversaire de la collection « Bleue » et réunissant des témoignages d'écrivains publiés par les éditions Stock.
- Plus loin le désert, nouvelle incluse dans le recueil Vers de nouveaux horizons, 2005, Folio et le magazine Senso
- Palaces, ouvrage collectif, Éditions Prisma, 2012
- Une histoire d'amour aussi, texte pour l'ouvrage collectif Toi, mon frère, Toi, ma sœur, Albin Michel 2013
- Le Corps géographique, texte pour l'ouvrage Alger sous le ciel, éditions Barzhac et le Bec en l'air, janvier 2014
- La Part manquante, dans Les Lucioles, 2014, pour l'association Le Refuge
- Soleils, pour l'exposition photographique Venus, I'm not like everybody else de Richard Schroeder (2014)
- Séismes, dans l'ouvrage Lire, vivre et rêver dirigé par Alexandre Fillon, Les Arènes, septembre 2015
- Otages, théâtre, pour le « Paris des Femmes », au théâtre des Mathurins, janvier 2015
- « L'écriture féminine n'existe pas », préface de Crimes et châtiments, dix pièces courtes pour le « Paris des Femmes » (éditions des quatre-vents, L'avant-scène théâtre) 2015
- Naissance de la poésie, préface de Articles, Essays, Presentations d'Ingmar Bergman, Norstedts (Suède), 2017
- Journal (fragments) et dessins, Ny Prosa / 10Tal (Suède), 2017
- Vita Nova, préface à Icônes, photographies de François Fontaine, Éditions La Pionnière, 2018
- Je suis la faussaire de mon passé, Revue des Deux Mondes, février-mars 2019
- Texte sur Aloïse Sauvage pour son EP Jimy (Initial Artiste Services), 2019
- Une nuit à Timimoun pour le recueil de nouvelles Une nuit à l'hôtel, Le 1, hors série, juin 2019
- Le Poisson d'argent pour OLI / France Inter , diffusion juin 2019
- Simone et moi, Zadig le mag, septembre 2019
- Kaléidoscope, L'Obs (huit textes), mars-mai 2020
- Le Tableau, ELLE , juillet 2020
- Fantasy, Marie Claire, juillet 2021

### Musique
Elle est également parolière, pour le groupe Les Valentins en 1993, pour Céline Dion en 2007 et en 2012, pour Garou ainsi que pour Sheila avec la chanson Une arrière-saison.
- La Nuit de plein soleil, poème mis en musique par Les Valentins : il en résulte une chanson de près de 19 minutes parue en 1993 sur un album homonyme. Plusieurs voix récitent le poème, l'ambiance sonore est au spleen et se forme ainsi une spirale de mots. L'une des voix qui récite le poème est celle de Nina Bouraoui.
- Immensité et Les Paradis, écrites pour Céline Dion, mises en musique respectivement par Jacques Veneruso et Gildas Arzel, parues sur l’album D'Elles, en 2007.
- Un nouveau monde, Garou, musique Jacques Veneruso, album Version intégrale, 2010
- Celle qui m'a tout appris, écrite pour Céline Dion, musique Jacques Veneruso, album Sans attendre, 2012
- Les cinq doigts de la main, coécrite avec Jacques Veneruso, chantée par Chimène Badi pour le Grand show de Céline Dion diffusée sur France 2 le 24 novembre 2012
- Une arrière-saison, écrite pour Sheila, musique J. Veneruso, album Solide sorti le 7 déc 2012 et reprise par Renée Martel en 2018
- Dix chansons pour monalbumcomptines.com (Sonacom/M6)
- Mille et une femmes chantée par Chimène Badi, musique Jacques Veneruso, album Gospel & Soul, sorti le 8 novembre 2024

## Reconnaissance

### Prix littéraires
Son neuvième roman, Mes mauvaises pensées, (Stock) obtient le prix Renaudot en 2005. En 2018, elle est dans la première sélection du prix Femina pour Tous les hommes désirent naturellement savoir.

### Décorations
- Chevalière de l'ordre des Arts et des Lettres
- Officière de l'ordre des Arts et des Lettres
- Commandeure de l'ordre des Arts et des Lettres. Elle est promue au grade de commandeure par l'arrêté du 31 août 2018[18].